# Saint-Martin-des-Pézerits
Saint-Martin-des-Pézerits är en kommun i departementet Orne i regionen Normandie i nordvästra Frankrike. Kommunen ligger i kantonen Moulins-la-Marche som tillhör arrondissementet Mortagne-au-Perche. År 2022 hade Saint-Martin-des-Pézerits 121 invånare.

## Befolkningsutveckling
Antalet invånare i kommunen Saint-Martin-des-Pézerits
| Referens: INSEE |